# أبييي ماكمانوس
أبييي ماكمانوس (بالإنجليزية: Abbie McManus) هي لاعبة كرة قدم بريطانية، ولدت في 14 يناير 1993 في برستويتش ‏ في المملكة المتحدة. شاركت مع منتخب إنجلترا لكرة القدم.

## وصلات خارجية
- أبييي ماكمانوس على موقع الاتحاد الدولي (مؤرشف)  (الإنجليزية)
- أبييي ماكمانوس على موقع الاتحاد الأوربي (الإنجليزية)
- أبييي ماكمانوس على موقع قاعدة بيانات كرة القدم.إي يو (الإنجليزية)
- أبييي ماكمانوس على موقع Soccerway.com (الإنجليزية)
- أبييي ماكمانوس على موقع عالم كرة القدم.نت (الإنجليزية)